# Sebastián Chico Martínez
Sebastián Chico Martínez (Cehegín, 12 de mayo de 1968) es un sacerdote católico español. Obispo auxiliar de Cartagena y titular de Valpuesta (2019-2021), y obispo de Jaén desde el 27 de noviembre de 2021.

## Biografía

### Primeros años y formación
Sebastián nació el 12 de mayo de 1968, en Cehegín, Región de Murcia, España.
Realizó los estudios de Ingeniería Técnica Industrial en la Universidad Politécnica de Cartagena. En 1995 ingresó en el Seminario Mayor Diocesano de Cartagena, obteniendo el título de bachiller en Teología en el Centro de Estudios de San Fulgencio, afiliado a la Pontificia Universidad de Salamanca.

### Sacerdocio
Fue ordenado sacerdote el 7 de julio de 2001 por Manuel Ureña Pastor, en la parroquia de Santa María Magdalena de Cehegín. Ha ocupado diversos cargos en la diócesis cartaginense, en la que estuvo incardinado: Fue coadjutor en la parroquia San Francisco Javier de Murcia (2001-2003). Posteriormente, fue párroco de Santiago Apóstol y de San Isidro (2003-2010), así como corresponsable de Pastoral Universitaria en la Universidad Politécnica (2003-2010) en Cartagena, capellán de la guardería San Rafael (2006-2008) y capellán de la comunidad Sagrada Familia (2007-2008) en Cartagena.
A continuación, fue nombrado párroco de Nuestra Señora del Rosario en Santomera y arcipreste de Cartagena-Este (2007-2010). Fue vicario episcopal de la zona suburbana II de Murcia (2010-2011), miembro de la Comisión de actividades de Pastoral Juvenil (2010) y miembro del Consejo Presbiteral (2011-2015). Desde 2011 ocupó el cargo de rector del seminario mayor San Fulgencio y del seminario menor San José, en la diócesis de Cartagena.
También fue canónigo numerario de la catedral de Murcia y miembro del colegio de consultores (2016-2019).

## Episcopado

### Obispo auxiliar de Cartagena
El 20 de febrero de 2019, el papa Francisco lo nombró obispo titular de Valpuesta y obispo auxiliar de Cartagena. La ordenación episcopal de fue el 11 de mayo de 2019 en la catedral de Santa María.

### Obispo de Jaén
El 25 de octubre de 2021, el papa Francisco lo nombró obispo de Jaén. Tomó posesión de su diócesis el 27 de noviembre, en una ceremonia celebrada en la catedral.
En la Conferencia Episcopal Española es, desde abril de 2022, miembro del Consejo Episcopal de Economía y, desde marzo de 2024, miembro de la Subcomisión Episcopal para Seminarios de la Comisión Episcopal para el Clero y Seminarios.